# إلستون كارديف
إلستون كارديف هو سياسي كندي، ولد في 22 يناير 1889 في Brussels, Ontario ‏ في كندا، وتوفي في 16 أبريل 1969. نشط حزبياً في حزب كندا المحافظ والحزب الكندي التقدمي المحافظ. وقد انتخب عضو مجلس العموم الكندي.